# Burton C. Bell
Burton Christopher Bell (Houston, 19 febbraio 1969) è un musicista statunitense.
È maggiormente conosciuto come frontman e uno dei membri fondatori della Industrial metal band Fear Factory, della quale è stato l'unico membro fisso dalla fondazione fino al 2020, quando a causa di vecchi disaccordi con il chitarrista e cofondatore Dino Cazares, ha deciso di lasciare la band. L'album Aggression Continuum, già precedentemente registrato con la sua voce, è stato pubblicato nel 2021, dopo alcuni mesi dal suo allontanamento dal gruppo.
Il suo stile vocale mescola clean vocals e death growls, ispirandosi a cantanti come Max Cavalera, Phil Anselmo e David Vincent.

## Carriera

### I Fear Factory
Prima di unirsi ai Fear Factory, Bell faceva parte degli Hate Face. Nel 1989 si unì al chitarrista Dino Cazares e al batterista Raymond Herrera formando gli Ulceration, nome cambiato in "Fear Factory" durante gli anni novanta. La band registra quattro album in studio prima di sciogliersi temporaneamente nel 2002 a causa di disaccordi tra Bell e Cazares. La band si riformò nello stesso anno, con il bassista Christian Olde Wolbers nel ruolo di chitarrista e Byron Stroud al basso. Questa formazione registra due album. Durante il successivo periodo di inattività della band, Cazares e Bell appianano le loro divergenze e nel 2009 viene ufficializzata una nuova formazione, escludendo Herrera e Olde Wolbers, che formò gli Arkaea. Il batterista Gene Hoglan fu ingaggiato per completare la nuova formazione.
Nel febbraio del 2012 Byron Stroud viene sostituito al basso dall'ex chitarrista dei Chimaira, Matt DeVries. Sempre a febbraio, Dino Cazares annuncia via Facebook la pubblicazione del nuovo album "The Industrialist". Il 9 marzo Gene Hoglan annuncia che non avrebbe preso parte al tour di promozione; il 19 aprile Mike Heller dei Malignancy e dei System Divide è stato presentato come nuovo batterista.
Burton C. Bell è l'unico membro ad aver partecipato ad ogni lavoro dei Fear Factory.

### Gli Ascension of the Watchers
Dopo la pausa dei Fear Factory nel 2005, Bell formò gli Ascension of the Watchers con John Bechdel nello studio dello stesso Bechdel, a Mifflinburg, PA. Questo gruppo pubblicò un EP, acquistabile esclusivamente on-line, intitolato Iconoclast nel 2005. Nell'Ottobre del 2006, Burton annuncia, tramite il sito degli Ascension of the Watchers: "Devo concentrarmi sui Fear Factory per un po', ma il 2007 sarà dedicato agli Ascension of The Watchers." Il 19 febbraio, gli Ascension of the Watchers pubblicano il loro primo album Numinosum. Questo progetto ha impegnato Bell durante la pausa con i Fear Factory, dandogli modo di esplorare altri generi musicali.